# NGC 6743
NGC 6743 — группа звёзд в созвездии Лира.
Этот объект входит в число перечисленных в оригинальной редакции «Нового общего каталога».